# Йосеф Яалом
Йосеф Яалом (івр. יוסף יהלום, нар. 11 квітня 1941) — професор з літератури на івриті в Єврейському університеті, з 1983 року член Академії івриту.

## Біографія
Йосеф Яалом народився в Хайфі 11 квітня 1941 року. Його батьки були біженцями з Європи і прибули в Палестину незадовго до початку Другої Світової війни. У 1960 році він закінчив курси вчителів ім. Лівшиця в Єрусалимі. У 1962 отримав першу ступінь з мови іврит та літератури в Єврейському університеті. У 1967 там же отримав другу ступінь, а у 1973 р. захистив докторську дисертацію.
Одружений, має п'ятьох дітей. Живе в Єрусалимі.

## Наукова діяльність
Викладав в Єврейському університеті з 1974 року. Також був професором на кафедрі близькосхідних мов в Гарварді, викладав у Єврейській теологічній семінарії в Нью-Йорку, в Пенсильванському університеті, був професором кафедри вивчення релігії у Єлі та вивчення культури в Кіотському університеті. У 1978 році брав участь у дослідженнях генизи Тейлора-Шехтера в Кембриджі.
В 1983 році був обраний членом Академії івриту. З 1986 року був редактором журналу Тарбіц (івр. תרביץ), що видається Інститутом юдаїки Єврейського університету. У 1991 став головою відділення літератури на івриті Єврейського університету.
У сферу його наукових інтересів входить єврейська лірика з часів Візантійської імперії (V століття) до Нового часу. Багато його робіт присвячені взаємозв'язку єврейської поезії з поезією інших народів регіону, зокрема, взаємозв'язку піюта з сирійськими та грецькими православними гімнами; між єврейською лірикою в Іспанії і появою романсів у Європі; між містичною єврейської лірикою в Османській імперії і турецькими піснями. Він також серйозно вивчав творчість єврейського двомовного поета Ієгуди Альхарізі.

## Нагороди
- 1970 — Премія Варбурга.
- 2003 — Премія Бен-Цві за досягнення у вивченні єврейства Палестини.
- 2012 — Літературна премія імені Бялика в номінації «Єврейська думка».

## Книги
Англійською:
- Ottoman Melodies — Hebrew Hymns: A 16th Century Cross-Cultural Adventure, Hungarian Academy, Budapest 1995, 208 pp (with A. Tietze).
- Palestinian Vocalised Piyyut Manuscripts in the Cambridge Genizah Collections, Cambridge University Press 1997, 187 pp. + 16 plts.
- Avodah: An Anthology of Ancient Poetry for Yom Kippur, (with M. D. Swartz), Pennsylvania 2005, 390 pp.

На івриті:
- «קטעי הגניזה של פיוטי יניי»
- «פיוטי שמעון בר מגס»
- «מחזור ארץ-ישראל: קודקס הגניזה»
- «שפת השיר של הפיוט הארץ-ישראלי הקדום»
- «אוצר המוושח העברי בימי הביניים»
- «אז באין כול: סדר העבודה הארץ-ישראלי הקדום ליום הכיפורים»
- «שירת בני מערבא: שירים ארמיים של יהודי ארץ-ישראל בתקופה הביזנטית»
- «פיוט ומציאות בשלהי הזמן העתיק»
- «פרקים בתורת השיר לאלעזר בן יעקב הבבלי»
- «מסעי יהודה: חמישה פרקי מסע מחורזים לאלחריזי»
- «שירת חייו של ר' יהודה הלוי»
- «ליבבתיני: מחברות אוהבים מימי הביניים»
- «כתאב אלדארר — והוא ספר פניני המוסרים ושבחי הקהלים מאת יהודה אלחריזי»
- «תחכמוני, יהודה אלחריזי»